# والیبال
والیبال یک ورزش گروهی است که در آن بازیکنان در دو تیم شش نفره، در دو سوی توری قرار می‌گیرند و تلاش می کنند تا بر پایهٔ قوانین بازی، توپ را از روی تور در زمین تیم مقابل فرود آورند. طول زمین والیبال ۱۸ متر و عرض آن ۹ متر است. هر تیمی که بتواند ۳ ست از بازی را ببرد برنده است. هر ست ۲۵ امتیاز است و در صورت برابری تیم‌ها پس از ست چهارم، بازی به ست پنجم کشیده می‌شود که ۱۵ امتیاز است.
والیبال در سال ۱۸۹۵ توسط ویلیام مورگان در ایالات متحده آمریکا ابداع شد و به‌سرعت در همه کشورهای جهان فراگیر شد؛ به‌طوری‌که در بازی‌های المپیک تابستانی ۱۹۶۰ برای نخستین‌بار در برنامهٔ بازی‌های المپیک قرار گرفت و امروزه در سراسر جهان بازی می‌شود. این رشته تقریباً برای تمام گروه‌های سنی مناسب است و وسایل بازی شامل توپ و تور است. امروزه بیش از ۸۰۰ میلیون بازیکن والیبال در سراسر جهان وجود دارند که ۴۶ میلیون تن از آنان از ایالات متحده آمریکا هستند. بر پایهٔ اطلاعات کمیته المپیک، والیبال بالاتر از فوتبال، تنیس و دیگر ورزش‌ها محبوب‌ترین ورزش بازی‌های المپیک است. والیبال قهرمانی جهان قدیمی‌ترین و مهم‌ترین رویداد والیبال پس از بازی‌های المپیک است که هر چهار سال یک‌بار با شرکت تیم‌های ملی والیبال مردان و زنان برتر دنیا در یکی از کشورهای جهان برگزار می‌شود. افزون بر این، جام جهانی، لیگ ملت‌ها و جام بزرگ قهرمانان جهان به‌ترتیب به‌نام‌ترین تورنمنت‌های والیبال در جهان هستند. لیگ‌های پرشماری از جمله لیگ سری آ، سوپر لیگا سری آ، سوپر لیگ، پرو آ و پلاس لیگا در کشورهای گوناگون به‌وجود آمده‌اند که جزو مسابقات داخلی آن کشور شمرده می‌شوند.

## واژه‌شناسی
اصطلاح والیبال از ترکیب دو بخش والی به معنای رگبار یا شلیک به‌طور دسته‌جمعی و بال به معنای توپ و گلوله ایجاد شده‌است. در گذشته و در زمان پدیداری والیبال توسط ویلیام جی. مورگان، او نام این بازی را مینتونت نامید که حداقل اصطکاک میان اعضای دو تیم ایجاد شود. بعدها، زمانی که آلفرد اس. هالستد مشغول تماشای این ورزش بود، نام آن را به «والیبال» تغییر داد که به دلیل حرکت این بازی که همانند «رگبار توپ» در امتداد زمین و از بالای تور است، بود.

## پیشینه

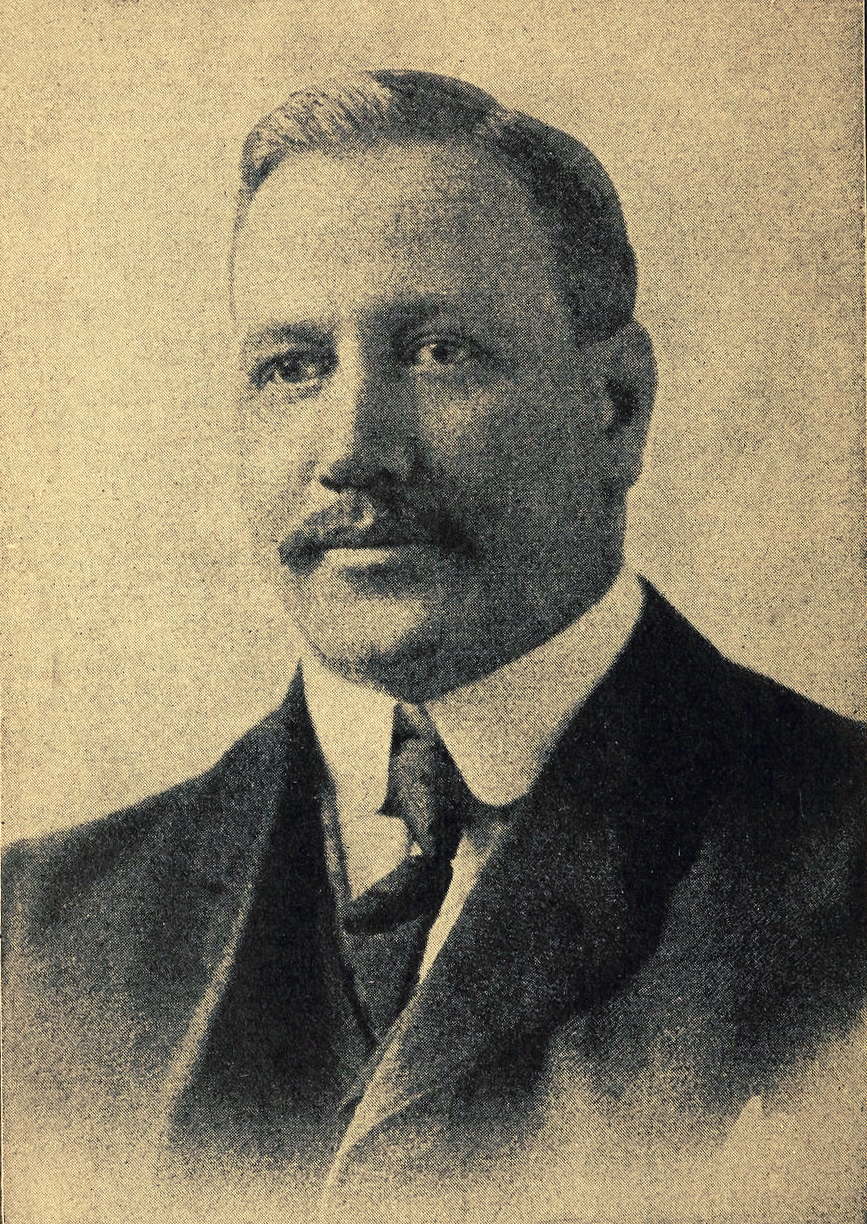
ویلیام مورگان

بازی والیبال، در اصل به نام مینتونت، در سال ۱۸۹۵ توسط ویلیام مورگان پس از گذشت چهار سال از اختراع بسکتبال، ابداع شد. مورگان فارغ‌التحصیل کالج اسپرینگفیلد ماساچوست، والیبال را با ترکیبی از بسکتبال، بیس بال، تنیس و هندبال طراحی کرد. اولین تور والیبال، که قرض گرفته‌شده از ورزش تنیس بود، فقط کمتر از ۱ متر (۳ فوت) ارتفاع داشت. در ۷ ژوئیه ۱۸۹۶ (میلادی)، اولین بازی رقابتی والیبال انجام شد. کارگران انجمن مسیحیان مردان جوان، بازی را از هولیوک، ماساچوست به مدارس میسیونری آمریکا در آسیا بردند. والیبال به سرعت در آسیا به ورزش بسیار محبوب تبدیل شد و به‌عنوان ورزشی از بازی‌های شرقی در اوایل سال ۱۹۱۳ (میلادی) تبدیل شد. والیبال همچنین در روسیه نیز محبوب شد. هنگامی که رقابت‌های بین‌المللی به‌طور منظم در سال ۱۹۵۰ آغاز شد، روسیه تیم برجسته‌ای از این رقابت‌ها بود. در طول جنگ جهانی اول، نیروهای ایالات متحده، والیبال را به اروپا معرفی کردند.
در سال ۱۹۱۶، انجمن مسیحیان مردان جوان که دانش‌آموزان کالج اسپرینگفیلد ماساچوست بودند، موفق به القای انجمن ورزشی قدرتمندی در دانشگاه شدند که به انتشار قوانین و مجموعه‌ای از مقالات مرتبط با والیبال می‌پرداخت، و کمک قابل توجهی به رشد سریع والیبال در میان دانشجویان جوان دانشگاه می‌کرد. در سال ۱۹۱۸، تعداد بازیکنان هر تیم از نه نفر به شش نفر محدود شد، و همچنین در سال ۱۹۲۲، تعداد مجازبرای بازی با توپ در طرف به حداکثر سه عدد تغییر کرد. در طول سال‌های بعد مشخص شد که قوانین استاندارد برای مسابقات بازی مورد نیاز است، و در نتیجه در سال ۱۹۲۸ (میلادی) سازمان انجمن والیبال ایالات متحده تشکیل شد. تا اوایل ۱۹۳۰ (میلادی)، والیبال بیشتر یک بازی برای گذراندن اوقات فراغت و تفریح و سرگرمی بود، و فقط چند فعالیت در محدودهٔ رقابت‌های بین‌المللی وجود داشت. همچنین قوانین مختلفی از این بازی در قسمت‌های مختلف جهان وجود داشت. با این حال، بسیاری از کشورها در مسابقات قهرمانی ملی به رقابت با یکدیگر می‌پرداختند (به‌عنوان مثال در شرق اروپا که بازی به سطح استاندارد قابل توجهی رسیده بود).
دو سال بعد از ایجاد سازمان انجمن والیبال که بعدها به والیبال آمریکا تغییر نام کرد، اولین بازی والیبال ساحلی دو نفره در جهان برگزار شد؛ که باعث به وجود آمدن انجمن والیبال ساحلی در سال ۱۹۶۵ (میلادی) در کالیفرنیا شد. قبل از آن، در سال ۱۹۴۷ (میلادی) فدراسیون بین‌المللی والیبال یا به اختصار اف‌آی‌وی‌بی تأسیس شد. بازیکنان حرفه‌ای نیز تحت نظارت والیبال حرفه‌ای آمریکا در سال ۱۹۸۳ (میلادی) درآمدند. در طول بازی‌های المپیک تابستانی ۱۹۸۴، ورزشکاران مرد و زن آمریکایی مدال طلا و نقره مسابقات والیبال داخل سالنی را کسب کردند. سپس در سال ۱۹۹۶ (میلادی)، والیبال ساحلی دو نفره رسماً وارد بازی‌های المپیک شد.

### دگرگونی‌ها
در آغاز برای بازی والیبال قوانین خاصی تدوین نشده بود، هر فرد و در هر کشوری به میل خود و به طرق مختلف با توپ بازی می‌کرد. رفته‌رفته والیبال در مناطق و نواحی مختلف جهان گسترش می‌یافت. کم‌کم قوانینی برای این بازی وضع شد و روش‌ها و حرکات تکنیکی جایگزین حرکات قبلی گردید. در سال ۱۹۰۰ پذیرفته شد که امتیازات هر ست بازی ۲۱ پوئن (امتیاز) باشد. در سال ۱۹۱۲ سیستم چرخش به تصویب رسید. در سال ۱۹۱۷ پذیرفته شد که هر ست بازی ۱۵ امتیاز باشد. در سال ۱۹۱۸ تعداد بازیکنان هر طرف زمین ۶ نفر پیشنهاد شد، که مورد قبول عامه قرار گرفت. در سال ۱۹۲۱ موافقت شد که هر تیم با حداکثر سه ضربه توپ را به طرف دیگر بفرستد. در سال ۱۹۲۳ اندازه زمین بازی ۹×۱۸ متر تعیین شد.
به مرور در سال‌های بعد، قوانین فراوانی برای این بازی وضع شد و در بسیاری از قوانین قبلی نیز تغییراتی حاصل گشت. هم‌اکنون نیز هر چهار سال یک بار در کنگره جهانی والیبال تغییراتی در قوانین بازی به تصویب می‌رسد. از ابتدای سال ۱۹۹۹ قوانین والیبال تغییرات گسترده‌ای کرد و قوانینی مانند تغییر روش امتیازگیری به رالی و سقف امتیاز ۲۵ برای ستهای اول، دوم، سوم و چهارم و امتیاز ۱۵ برای ست پنجم را به جای سقف امتیاز ۲۵ وضع کرد. در سال ۱۹۹۸ قانونی وضع شد که در امتیازهای ۸ و ۱۶ به تیم‌ها وقت استراحت فنی داده می‌شود. از دیگر قوانین تغییر کرده والیبال می‌توان به افزودن بازیکن آزاد اشاره کرد، و از تازه‌ترین قانون والیبال استفاده از دوربین برای خط است؛ و بعد از آن قانون برخورد بدن با هر نقطه از تور خطاست.

### پذیرش والیبال از سوی دیگر کشورها
اولین کشور خارجی که والیبال را پذیرفت، کشور کانادا و در سال ۱۹۰۰ بود. اساساً نهضت Y.M.C.A (سازمان جوانان مسیحی) در معرفی این ورزش به دیگر کشورهای جهان و گسترش آن، سهم فراوانی دارد. بازی والیبال در پایان سال ۱۹۰۰ به صربستان و در سال‌های ۱۹۰۵ به کوبا، ۱۹۰۹ به پورتوریکو، ۱۹۱۰ به فیلیپین، ۱۹۱۲ به اورگوئه، ۱۹۱۳ به چین و ۱۹۱۷ به ژاپن و به تدریج از سال ۱۹۱۴ به بعد توسط سربازان آمریکایی و مستشاران و اشخاص دیگر به کشورهای اروپایی از قبیل فرانسه، چکسلواکی، لهستان، شوروی، بلغارستان معرفی شد و گسترش یافت.
پذیرش این ورزش در اروپا در ابتدا کند بود. فرانسه، چکسلواکی و لهستان سه کشوری بودند که قبل از دیگران اقدام به تشکیل فدراسیون ملی والیبال در کشور خود نمودند. شوروی که در سال ۱۹۲۳ اقدام به تأسیس انجمن ملی والیبال نمود، برای پیشرفت و دگرگونی آن فعالیت زیادی به عمل آورد. شوروی از کشورهایی است که در پیشرفت تکنیک و تاکتیک والیبال و تنظیم قوانین در جهان سهم به‌سزایی دارد و همواره از قدرت‌های برتر این ورزش بوده‌است.
کشورهای فرانسه، چکسلواکی و لهستان پس از تشکیل فدراسیون ملی مصمم شدند که با کمک کشورهای دیگر فدراسیون جهانی والیبال را تأسیس نمایند و در سال ۱۹۳۶ به هنگام بازی‌های المپیک در برلین در این زمینه فعالیت زیادی نمودند ولی با آغاز جنگ جهانی دوم و طغیان آن در اروپا اقدامات آنان متوقف شد. به‌طور کلی تغییرات و پیشرفت والیبال را می‌توان به سه دوره تقسیم نمود، دوره اول از سال آغاز تا سال ۱۹۱۸، دوره دوم از سال ۱۹۱۹ تا سال ۱۹۴۶ و دوره سوم از سال ۱۹۴۷ به بعد که تغییرات و پیشرفت اساسی والیبال در دوره سوم صورت پذیرفته‌است. پس از جنگ جهانی دوم، فعالیت‌های فراوان برای حرکت جدید به والیبال مجدداً آغاز شد و اولین مسابقه بین‌المللی در قاره اروپا بین تیم‌های ملی فرانسه و چکسلواکی در پاریس برگزار گردید؛ و در آوریل ۱۹۴۷ کنگره‌ای با شرکت نمایندگان چهارده کشور از سراسر جهان در پاریس برگزار و موافقت شد که فدراسیون بین‌المللی والیبال (F.I.V.B) در پاریس تشکیل شود و پل لیبود فرانسوی به عنوان اولین رئیس انتخاب شود.
امروزه این فدراسیون حدود ۲۱۷ کشور عضو دارد (سال ۲۰۰۷) و بیش از ۲۵۰ میلیون نفر از مردم جهان والیبال بازی می‌کنند. اولین رئیس فدراسیون جهانی والیبال پل لیبود تا سال ۱۹۸۴ (یعنی ۳۷ سال) ریاست را برعهده داشت. پس از تأسیس فدراسیون جهانی والیبال، کمیته‌های مختلفی در داخل آن به وجود آمد و برنامه مسابقات رسمی جهانی تنظیم و آغاز شد. در سال ۱۹۴۹ اولین دوره مسابقات جهانی والیبال برای مردان در پراگ و در سال ۱۹۵۲ دومین دوره مسابقات جهانی مردان و اولین دوره مسابقات جهانی زنان در مسکو برگزار شد. برنامه این مسابقات به‌طور منظم هر چهار سال یک بار تاکنون در کشورهای مختلف انجام شده‌است. در قهرمانی جهان ۲۰۱۴ لهستان نیز بعد از جام جهانی فوتبال دومین تورنمنت پربازدید ورزش جهان قلمداد شد.
در سال ۱۹۶۴ مسابقات والیبال مردان و زنان به برنامه بازی‌های المپیک ۱۹۶۴ توکیو اضافه شد. علاوه بر مسابقات قهرمانی جهان و المپیک، مسابقات والیبال مردان و زنان در سراسر جهان با عنوان‌های جام جهانی، لیگ جهانی، قهرمانی اروپا، پان آمریکن، قهرمانی آسیا، بازی‌های آسیایی، والیبال ساحلی، یونیور سیاد، قهرمانی آفریقا، ارتش‌های جهان، گراندپری زنان، راه‌آهن‌های جهان، قهرمانی ناشنوایان، قهرمانی معلولان، پارالمپیک معلولان، قهرمانی کشورهای عربی، چهار تیم برتر، جایزه بزرگ، ستاره‌ها و تورنمنت‌های جهانی و دوستانه و غیره در گروه‌های سنی نوجوانان، جوانان و بزرگسالان به‌طور منظم انجام می‌شود. در تاریخچه والیبال جهان باید کشور ژاپن را به عنوان دگرگون‌کننده تکنیکها، تاکتیکها و آمادگی جسمانی در والیبال معرفی نمود (دگرگون‌کننده در سرویس، ساعد، انواع پاسها، توپ‌گیری و انواع آبشارهای سرعتی با پاس‌های کوتاه الف و ب و ترکیبی و به ویژه بدنسازی).

### گاه نگار
- ۱۹۱۷: امتیازهای هر گیم از ۲۱ به ۱۵ تغییر کرد.
- ۱۹۲۰: تعداد ضربات برای هر طرف به ۳ محدود شد.
- ۱۹۲۲: اولین دورهٔ رسمی مسابقات در بروکلین با حضور ۲۷ تیم از ۱۱ ایالت آمریکا برگزار شد.
- ۱۹۳۰: اولین بازی والیبال ساحلی دونفره انجام شد.
- ۱۹۴۷: فدراسیون بین‌المللی والیبال (به فرانسوی: Fédération Internationale de Volleyball) به‌اختصار FIVB تشکیل شد.
- ۱۹۴۸: اولین دورهٔ مسابقات رسمی والیبال ساحلی انجام شد.
- ۱۹۴۹: اولین دورهٔ مسابقات قهرمانی والیبال جهان در شهر پراگ، چکسلواکی برگزار شد.
- ۱۹۶۴: والیبال برای اولین بار به جمع ورزش‌های المپیکی پیوست.
- ۱۹۸۷: والیبال ساحلی از ورزش‌های رسمی بازی‌های جهانی شد.
- ۱۹۹۶: والیبال ساحلی دونفره نیز به‌عنوان ورزش رسمی المپیک شناخته شد.

## قوانین و مقررات والیبال

### زمین والیبال

ابعاد زمین والیبال

بر پایه قوانینی که توسط فدراسیون بین‌المللی والیبال نوشته شده‌است، زمین بازی والیبال باید مستطیلی شکل، و طول آن ۱۸ متر (۶۰ فوت) و عرض آن ۹ متر (۳۰ فوت) باشد. خط وسط که در مرکز آن قرار دارد، زمین را به دو قسمت ۹ متری تقسیم می‌کند، و همچنین در ۳ متری از هر طرف آن، خط حمله یا خط پایان قرار دارد. تور والیبال نیز به‌طور مستقیم بالای خط مرکز، و ارتفاع آن ۲٫۴۳ متر (۸ فوت) برای مردان، و۲/۲۴ متر (۷ فوت و ۴ اینچ) برای زنان است. در استانداردهای والیبال، حاشیه‌های زمین حداقل باید ۱٫۷۵ متر در هر طرف با خط زمین فاصله داشته باشد. سقف سالن نیز باید فضای بازی عاری از هرگونه موانع به ارتفاع ۷ متر (۲۳ فوت) از کف زمین باشد.

نکته های مهم در والیبال:

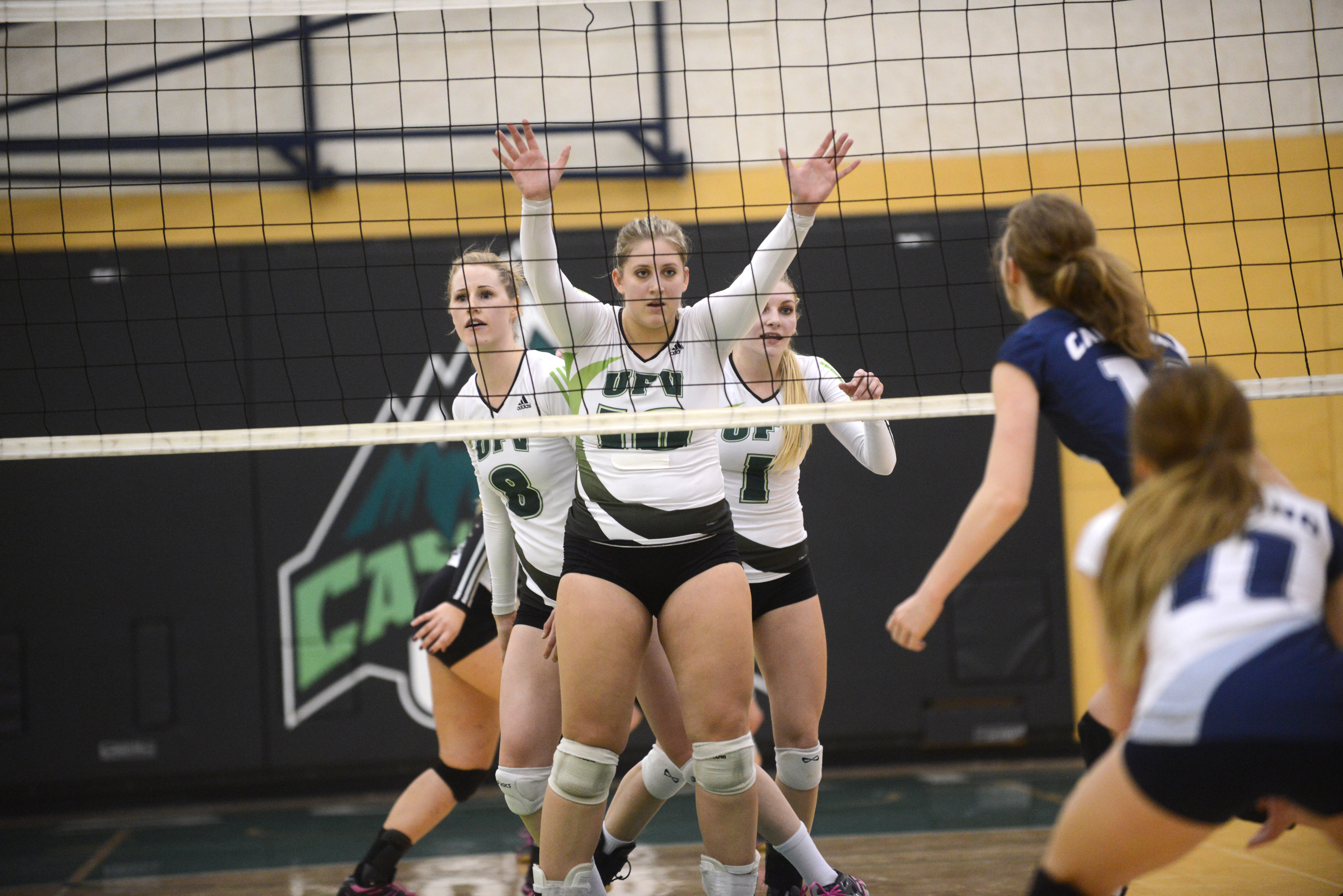

1. در موقع زدن سرویس پای شما نباید روی خط باشد.
2. در موقع زدن سرویس نباید جسم شما از موازات عرض زمین والیبال خارج شود.
3. در هنگام بازی دست یا بدن شما نباید با تور برخوردی داشته باشد.
4. اگر توپ به آنتن برخورد کند خطای آنتن است.
5. اگر توپ از بیرون از آنتن وارد زمین مقابل (یا بر عکس) شود خطای اوت است.
6. تا زدن سرویس، بازیکنان نباید بیرون از زمین باشند.
7. بیشتر از ۶ نفر نباید داخل زمین باشند.
8. زمانی که توپ در زمین شماست، حداکثر ضربات ۳ تا است (دفاع کردن توپ جزو ضرب در زمین شما نیست).
9. هنگام بازی اگر پای شما به‌طور کامل داخل زمین حریف باشد خطا محسوب می‌شود.

روش چرخش در بازی والیبال

پس از دریافت امتیاز توسط تیم، اعضای آن باید در جهت عقربه‌های ساعت در زمین چرخش انجام دهند. این یک نکته مهم و جزو تاکتیک‌های والیبال سالنی به حساب می‌آید. این تاکتیک باعث می‌شود که تمام بازیکنان در تمام مناطق بازی کنند و همیشه در منطقه دفاع یا حمله نباشند. همانند شکل که با چرخش منطقه «۲» به منطقه «۱»، به همین ترتیب تمام مناطق، جایگزین یکدیگر می‌شود. یک تیم باید حتماً قبل از سرویس تیم مقابل، در جهت عقربه‌های ساعت بچرخد. هنگامی که سرویس زده می‌شود، بازیکنان جلوی خط حمله می‌توانند موقعیت‌های خود را تغییر دهند و حرکت کنند اما بازیکنان پشت خط نمی‌توانند به جلوی آنها بیایند و دفاع یا حمله کنند. آن‌ها باید تمام اقدامات حمله را از پشت خط حمله انجام دهند.

### وظایف افراد تیم
- لیبرو: ۱- دریافت سرویس ۲- توپ‌گیری ۳- ارسال پاس برگشتی (نکته: لیبرو حق پاس با پنجه در منطقه یک سوم ندارد فقط در این منطقه با ساعد حق پاس دارد)، هر تیم حق استفاده از دو بازیکن در پست لیبرو را دارد.
- پاسور (ستر)(حداقل قد: ۱۸۰): ۱- ارسال پاس مناسب از نظر تکنیکی و تاکتیکی ۲- دفاع روی تور ۳- سرویس ۴- توپ‌گیری ۵- انداختن جای خالی هنگامی که جزو سه نفر جلو است.
- پشت خط زن (قطر پاسور)(حداقل قد: ۲۰۵): ۱-اسپک ۲- دفاع روی تور ۳- سرویس ۴- توپ‌گیری ۵- دریافت سرویس
- دریافت‌کننده بیرونی (قدرتی زن)(حداقل قد: ۱۹۰)(اسپکر): ۱- دریافت سرویس ۲- اسپک ۳- دفاع روی تور ۴- سرویس ۵- توپ‌گیری ۶- حمله
- مدافع وسط (سرعتی زن)(حداقل قد: ۲۰۵): ۱-اسپک سرعتی ۲- دفاع روی تور ۳- سرویس ۴- فریب دادن دفاع حریف ۵- توپ‌گیری

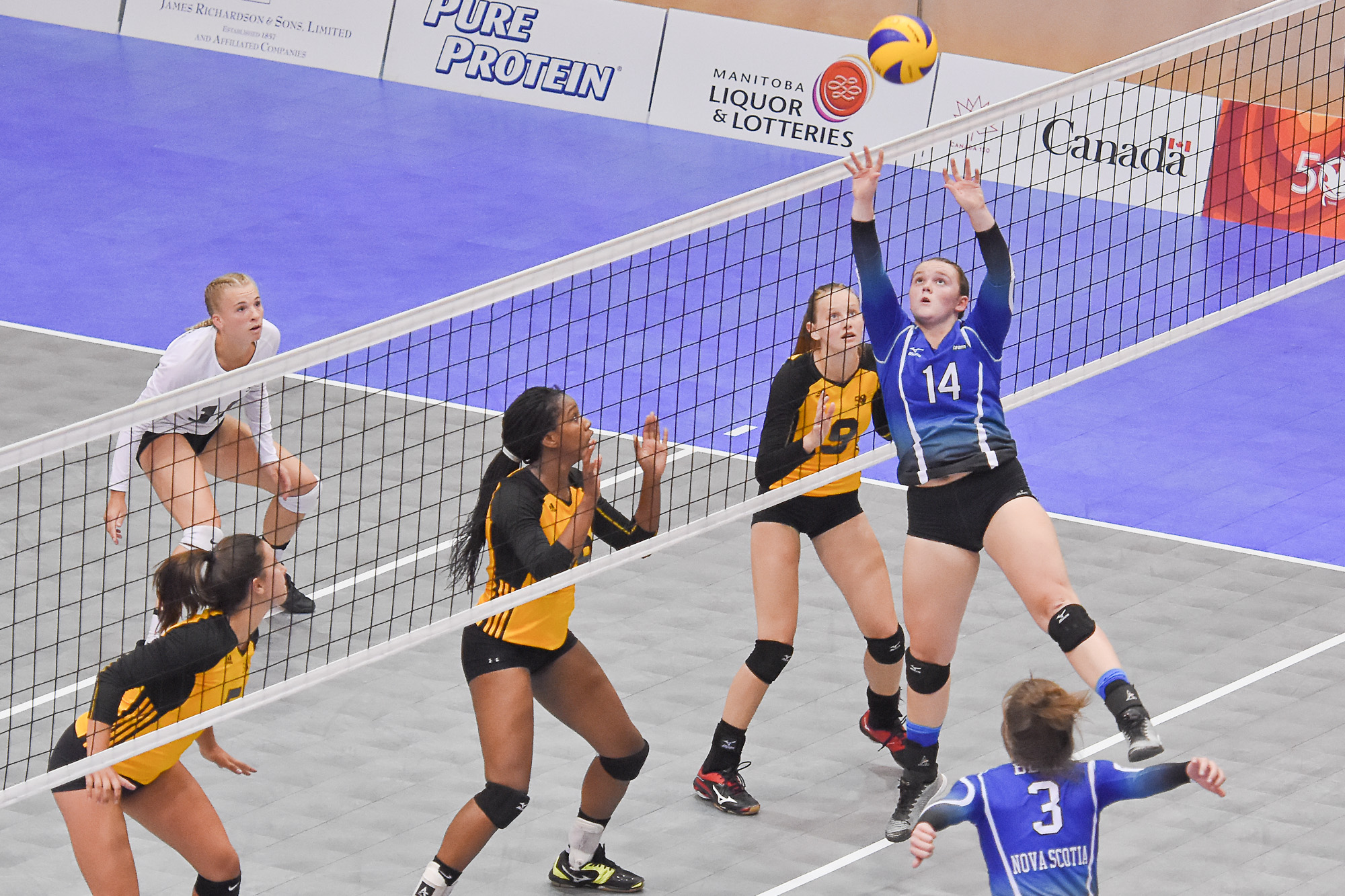
یک مسابقه والیبال با توپ استاندارد بین‌المللی در سال ۲۰۱۷

در استانداردها، توپ باید به شکل کروی (گرد) و از جنس چرم انعطاف‌پذیر یا چرم مصنوعی باشد. درغیر این صورت باید از لاستیک یا موارد مشابه این دست ساخته شده باشد. رنگ توپ می‌تواند هم یکنواخت و هم ترکیبی از رنگ‌ها باشد. بعد از آزمایش بسیاری که فدراسیون جهانی از رنگ‌های مختلف برای توپ گرفت، یک آزمایش را با رنگ‌های زرد، آبی و سفید در مسابقات قهرمانی جهانی در سال ۱۹۹۸ ژاپن انجام داد؛ که معرفی این توپ، جایگزین توپ‌های سفید سنتی شد. در توپ‌های از جنس چرم مصنوعی، رنگ ترکیبی مورد استفاده در مسابقات رسمی بین‌المللی باید با استانداردهای فدراسیون والیبال منطبق باشد. در استانداردهای بین‌المللی، پیرامون توپ ۶۵ تا ۶۷ سانتی‌متر و وزن آن ۲۶۰ تا ۲۸۰ گرم است. فشار داخل توپ نیز باید ۰٫۳ تا ۰٫۳۲۵ کیلوگرم بر سانتیمتر مربع باشد.

### داوری
هر مسابقهٔ والیبال دو داور اصلی دارد یکی داور اول که در بالای تور می‌باشد و دیگری داور دوم می‌باشد که روبروی داور اول می‌ایستد و در مواقعی خاص اجازهٔ سوت زدن نیز دارد.
چهار (یا دو) داور خط دور تا دور زمین والیبال می‌ایستند و با پرچم داور اول را در امر قضاوت یاری می‌دهند.
دو داور هم پشت میز منشی هستند یکی داور منشی و دیگری هم کمک منشی که کار ثبت امتیازات، تعویض‌ها و اخطارها را بر عهده دارند.
سرداور هم به عنوان ناظر می‌بایست در تمام دیدارها حضور داشته باشد.

##### خطاهای والیبال
1. در هنگام زدن سرویس، اگر پای بازیکن روی خط قرار گیرد، خطا محسوب می‌شود.
2. اگر در هنگام زدن اسپک یا دفاع یا دادن پاس، پای بازیکن به‌طور کامل از خط وسط زمین عبور کند، خطا محسوب می‌شود.
3. برخورد بازیکن به7 سانت بالای  تور والیبال به هر شکل، خطا محسوب می‌شود.
4. اگر هنگام پاس دادن، دریافت توپ، اسپک زدن یا رد کردن توپ به سمت زمین مخالف، توپ از یک دست یا هر دو دست با مکث رها شود، خطا است (حمل توپ تلقی می‌شود). همچنین اگر منطقه توپ شناور به هنگام اسپک با مکث و کنترل تعویض شود خطا است (حمل توپ تلقی می‌شود).
5. آنتن موجود در طرفین بالای تور، محدوده تور را مشخص می‌کند و اگر توپ به آنتن بالای تور یا خط فرضی ادامه آنتن برخورد کند خطا می‌باشد و توپ برای سرویس زدن به تیم مقابل داده می‌شود.
6. توپ سرویس، دفاع روی تور ندارد، مگر اینکه توپ سرویس در نقطه‌ای پایین‌تر از نوار سفید رنگ بالای تور که هفت سانتی‌متر است، دریافت شود.
7. اگر توپ از روی تور رد شده باشد رد محسوب می‌شود و برخورد دست به توپ خطا است. (به عنوان مثال توپ از لبه تور جدا شده در زمین تیم الف باشد و بازیکن تیم ب به توپ ضربه بزند یا آن را لمس کند).
8. زننده سرویس پس از سوت داور ۸ ثانیه فرصت دارد سرویس بزند. در غیر این صورت و اتلاف وقت، خطای ۸ ثانیه محسوب می‌شود.
9. اگر یک بازیکن، دوباره پی در پی به توپ ضربه بزند خطای دو ضرب محسوب می‌شود.
10. اگر تیمی بیش از سه بار به توپ ضربه بزند، خطای چهار ضرب محسوب می‌شود.
11. اگر بدون جدا شدن توپ از دست، سرویس زده شود، خطا محسوب می‌شود. به این معنی که ابتدا باید توپ از دست جدا شود و سپس به آن ضربه زده شود.
12. بستن مسیر دید تیم دریافت‌کننده سرویس، از سوی بازیکنان تیم زننده سرویس، غیرقانونی است و خطا محسوب می‌شود. (بازیکنان تنها مجاز به بالا آوردن دست‌ها تا حدود قد خود هستند).

### دیگر
- فشار داخل توپ، ۰٫۳ تا ۰٫۳۲۵ (کیلوگرم بر سانتیمتر مربع) است.
- هر تیم شامل ۱۲ بازیکن می‌شود؛ که ۶ نفر آن‌ها در زمین قرار می‌گیرند.
- سه بازیکن در خط جلو و سه بازیکن در خط عقب قرار می‌گیرند.
- زمانی که سرویس زده می‌شود، سه بازیکن خط جلو باید در جلوی بازیکنان خط عقب قرار گیرند.
- بازیکن از قطاع دایره سمت راست خط عقب با یک دست سرویس می‌زند.
- زمانی که توپ در زمین وارد می‌شود، بازیکنان می‌توانند برای پرتاب توپ به هر نقطه‌ای حرکت کنند، حتی اجازه دارند که برای جلوگیری از تماس توپ با زمین، به خارج از زمین بروند.

دو تیم ۶ نفری با یکدیگر روبرو می‌شوند. داور در بالای تور قرار گرفته و ناظر بر اجرای مسابقه بوده و سوتی در دست دارد. سرداور نیز مقابل او قرار می‌گیرد. بازیکنان در وضعیت آماده‌باش بوده و دست‌ها، انگشتان، بازوها و پاها در حالات مطلوب قرار می‌گیرند. بازیکنان در مرکز زمین می‌ایستند و در این محل بیشتر حمله‌ها شکل می‌گیرد، به‌طوری‌ که یکی از آن‌ها در نزدیک تور ایستاده و بقیه بازیکنان فرم w را تشکیل می‌دهند.
- معمولاً ضربهٔ اول متعلق به پاسور نمی‌باشد و هنگام دریافت، بازیکنان باید توپ زده شده توسط تیم مقابل را به دست پاسور رسانده تا او توپ را به دیگر بازیکنان پاس دهد و آن‌ها توپ را به زمین مقابل بفرستند.
- بعد از هر رالی که مالکیت توپ عوض شود تیمی که سرویس‌زننده می‌شود قبل از سرویس باید بازیکنانش تغییر جا بدهند به این تغییر جا چرخش می‌گویند.

### سرویس
- سرویس زدن عملی است که به منظور وارد کردن توپ در بازی به کار می‌رود.

در هنگام سرویس زدن باید به نکات زیر توجه کرد:
1. هنگام ضربه زدن به توپ (سرویس) حتماً باید توپ را به اندازه کافی و به دور از هر دودست پرتاب کرد و با یک دست به توپ ضربه زده شود.
2. هنگام سرویس زدن نباید پاها را روی خط یا درون زمین خودی قرار داد و باید از خط فاصله داشته باشد.
3. توپ حتماً باید از تور عبور کرده و درون زمین حریف پرتاب شود (قبلاً اگر هنگام سرویس زدن توپ به تور برخورد می‌کرد خطا محسوب می‌شد ولی در حال حاضر خطایی محسوب نمی‌شود).

#### انواع سرویس
1. سرویس (Serve): حرکتی برای شروع بازی که بازیکن با ضربه زدن به توپ از پشت خط انتهایی زمین توپ را به زمین حریف می‌فرستد.
2. سرویس امتیاز (Ace): سرویس که مستقیماً بدون بازگشت توپ به زمین خودی منجر به کسب امتیاز شود حتی اگر یک میلی‌متر در زمین باشد امتیاز حساب می‌شود.
3. سرویس یک‌ضرب (Silver-Bullet Ace): سرویسی که با خوابیدن مستقیم در زمین حریف و بدون تماس بازیکنان حریف به امتیاز تبدیل شود.
4. سرویس ساده روبه تور (Underhand Serve): سرویس ساده‌ای که بازیکن با یک دست و به حالت ایستاده به زیر توپ ضربه می‌زند و معمولاً در والیبال حرفه‌ای کاربرد ندارد.
5. سرویس هوایی (Sky ball): سرویسی که در آن توپ ارتفاع زیادی دارد تا حریف را گمراه کند.
6. سرویس چرخشی (Topspin Serve): نوعی سرویس که در آن بازیکن با چرخاندن مچ دست به توپ چرخشی در جهت جلو می‌دهد تا توپ زودتر به زمین بخورد و مسیر مستقیمی طی کند. سرویس چرخشی غیر پرشی در والیبال حرفه‌ای کاربرد ندارد.
7. سرویس موجی (Float Serve): نوعی سرویس که در آن توپ بدون چرخش حرکت می‌کند تا مسیر حرکتش غیرقابل پیش‌بینی باشد.
8. سرویس پرشی (Jump Serve): نوعی سرویس که بازیکن به هوا می‌پرد و مانند یک مهاجم (اسپکر) به توپ ضربه می‌زند.
9. سرویس پرشی موجی (Jump Float Serve): نوعی سرویس موجی که بازیکن در هنگام ضربه زدن به بالا می‌پرد.
10. سرویس زن‌وشوهری (Husband & Wife Serve): وقتی سرویس بین دو دریافت‌کننده تیم مقابل فرود بیاید و هر یک به امید دیگری آن را رها کند.
11. سرویس آب‌نباتی (بالونی)(Lollipop Serve): سرویس ساده قوس‌دار که این سرویس هم در والیبال حرفه‌ای کاربرد زیادی ندارد.
12. سرویس پاولوفی (Pavlovian Serve): سرویسی که بلافاصله پس از سوت داور بدون هیچ تأملی زده شود.
13. سرویس ملخی (Grasshopper Serve): سرویسی که به نظر می‌رسد به تور خواهد خورد اما به شکل عجیبی عبور کند.
14. پرده‌پوشی (استتار)(Screening): مسدود کردن دید بازیکنان حریف در زمان سرویس زدن بازیکن خودی که خطا محسوب نمی‌شود.
15. تعویض سرویس (Side-out): وقتی که تیمی که دریافت‌کننده سرویس است امتیازی کسب کند و حق سرویس زدن را به دست بیاورد.

## روش تمرین پلایومتریک
این روش تمرین در دهه ۱۹۶۰ توسط دانشمندان اتحاد جماهیر شوروی ابداع شد. هدف این بود که قدرت پرش ورزشکاران روسی بیشتر شود. به تدریج این تکنیک در بین تمام کشورها رواج پیدا کرد، چون ثابت شد این روش در اکثر ورزش‌هایی که نیازمند دویدن سریع و پرش هستند بسیار مؤثر است.
پلیومتریک‌ها تمریناتی هستند که عضلات را قادر می‌سازند تا در کوتاه‌ترین زمان ممکن به حداکثر توان دست یابند. انجام این تمرینات قدرت فوق‌العاده‌ای به فرد می‌دهد و کمک می‌کند تا پرش عمودی خود را - که یکی از مهم‌ترین ویژگی‌های یک والیبالیست است - افزایش دهد. این تمرینات می‌تواند سرعت و عکس‌العمل فرد را در والیبال بسیار افزایش دهد و می‌تواند حتی پرش وی را تا ۴۰ – ۵۰ اینچ و حتی تا ۶۰ اینچ (۱۰۰ – ۱۵۰ سانتی‌متر) افزایش دهد.
تمرین‌های پلیومتریک در یک مدت کوتاه زمانی نیروی زیادی را از سیستم عصبی و عضلانی ورزشکار می‌گیرد، همچنین فشار زیادی را به مفاصل او وارد می‌کند، اگر این تمرینات خارج از برنامه‌ریزی صحیح و دقیق انجام گیرد ممکن است آسیب‌های سختی را بر روی مفاصل و عضلات ایجاد کند.
نمونه‌ای از پرش‌های پلیومتریک، پرش‌های عمودی پشت سر هم و پرش‌های موسوم به box depth (عمق خرک) می‌باشند که هر دوی آن‌ها برای والیبالیست‌ها آشنا می‌باشند. در هر دوی این تمرینات، بدن نسبت به زمین عکس‌العمل نشان می‌دهد. در هر دو تمرین ورزشکار روی زمین فرود می‌آید و بلافاصله دوباره بالا می‌پرد. هنگامی که پاها به زمین‌ می‌خورند، بدن (به ویژه عضلات پا) مجبور می‌شوند که وزن شخص را جذب کنند. این نیرو که باعث جذب وزن بدن می‌شود در واقع انرژی است که می‌توان از آن بهره برد. این انرژی برای مدت یک هزارم ثانیه ذخیره می‌شود و سپس هنگامی که عضلات شل می‌شوند تلف می‌شوند و از بین می‌روند. کلید کار، بهره بردن از این انرژی با حداکثر سرعت ممکن برای دوباره بلند شدن از زمین است و این همان کاری است که تمرینات عمودی پشت سر هم و پرش‌های باکس دمپس بدن را برای آن آماده می‌کنند.

## کنفدراسیون‌ها

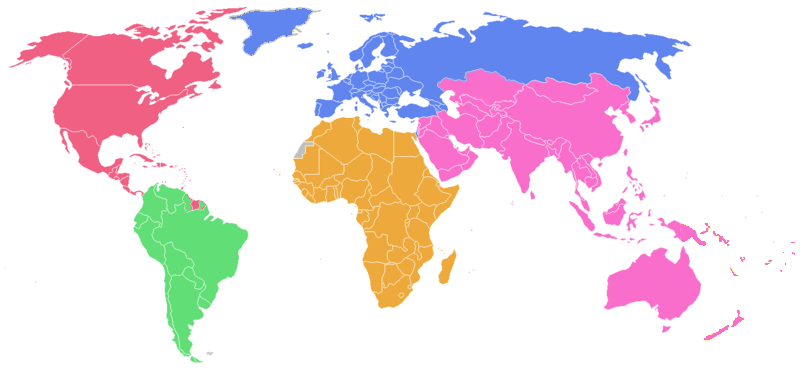
نقشهٔ کنفدراسیون‌های قاره‌ای عضو اف‌آی‌وی‌بی

فدراسیون بین‌المللی والیبال یا به اختصار اف‌آی‌وی‌بی (FIVB)، کنفدراسیون بین‌المللی ورزش‌های والیبال، والیبال ساحلی و والیبال چمنی است که در سال ۱۹۴۷ (میلادی) در پاریس، فرانسه تشکیل شد و هم‌اکنون ۲۲۰ کشور عضو آن هستند. مقر فدراسیون بین‌المللی والیبال در لوزان، سوئیس واقع شده‌است. بیش از پنج کنفدراسیون قاره‌ای در ریاست اف‌آی‌وی‌بی هستند:
- کنفدراسیون والیبال آسیا (AVC) در آسیا و اقیانوسیه
- کنفدراسیون والیبال آمریکای جنوبی (CSV) در آمریکای جنوبی
- کنفدراسیون والیبال آفریقا (CAVB) در آفریقا
- کنفدراسیون والیبال اروپا (CEV) در اروپا
- کنفدراسیون والیبال آمریکای شمالی مرکزی و کارائیب (NORCECA) در شمال، آمریکای مرکزی و کارائیب[۱۵]